# Кулгунино
Кулгу́нино (баш. Ҡолғона) — село в Ишимбайском районе Башкортостана, административный центр Кулгунинского сельсовета.

## Географическое положение
Находится у реки Большой Шишеняк.
Расстояние до:
- районного центра (Ишимбай): 87 км,
- ближайшей ж/д станции (Стерлитамак): 83 км.

## История
Ошибочно предполагалось, что село основано Кулгуной Давлетовым, которому в 1816 году исполнилось 94 года. Эта информация оказалась не верной, и относилась к другой деревне Кулгунино, которая располагалась в западной части Бурзянского района рядом с Галиакберово. Данная же деревня относилась к Стерлитамакскому уезду.
На самом деле ревизия 1816 года не встретила самого Кулгуну, но там жили его дети: Карагул, Бердыгул. Юртовой старшиной был Хайбулла Каныкаев.
В 1795 г. деревня состояла из 27 домов с 90 жителями, через 64 года — 180 человек и 20 дворов.
В 1920 г. было две деревни Кулгунино: в первой (Колгасау) — 294 жителя и 53 двора, во второй — 61 хозяйство (1925 г.); находились они друг от друга в двух верстах.
Издревле главный промысел сельчан был связан с лесом, скотоводством, промыслами.
В 1980-х в село пришло электричество и нефтедобыча. Была пробурена сверхглубокая скважина, где в интервале глубин 2707—3140 м вскрыта зигальгинская свита.
4 октября 2011 года в д. Кулгунино прошло торжественное открытие водопровода, которое также совпало с днём администрации.

## Население

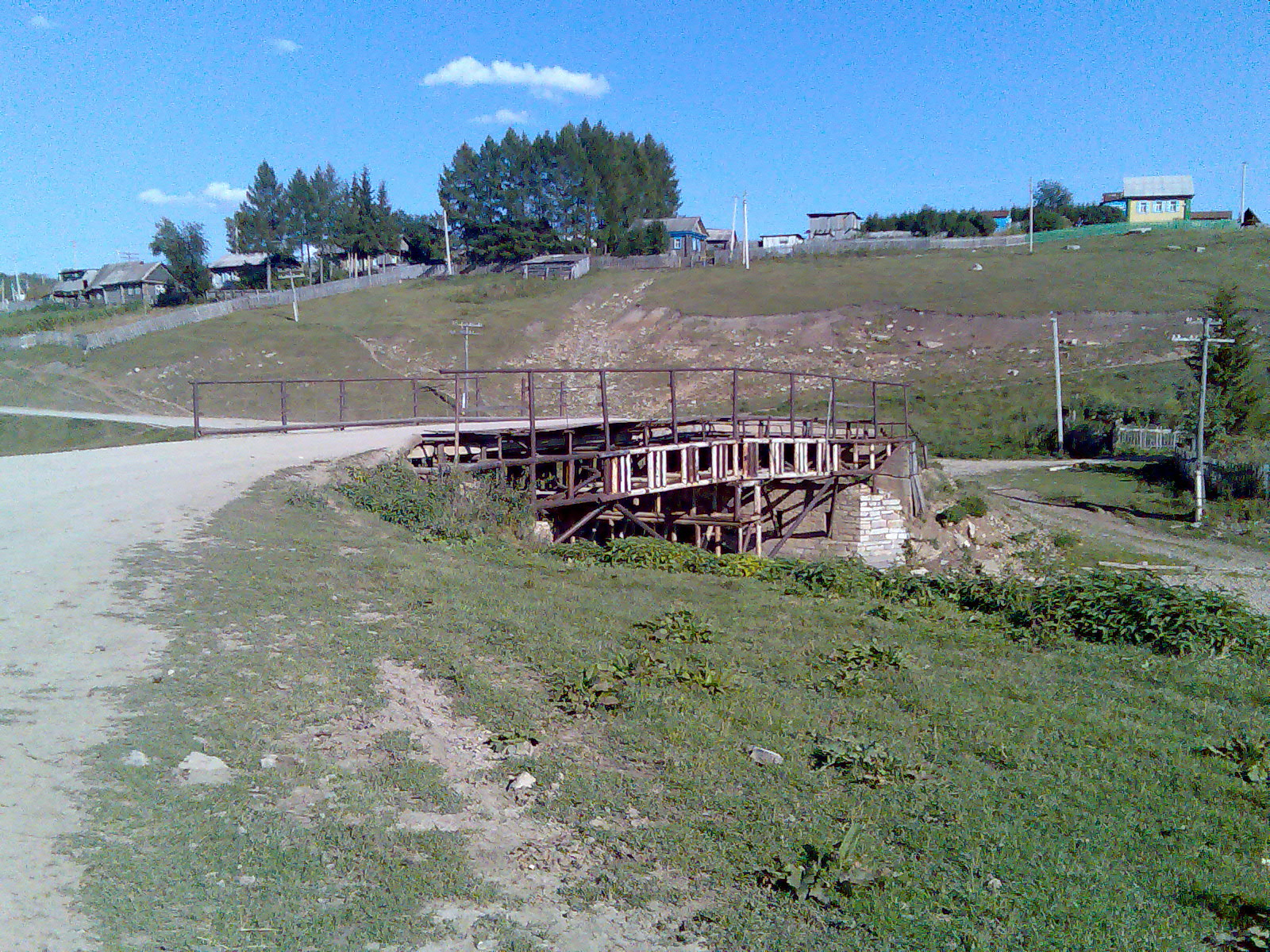
Мост через реку Большой Шишеняк

| 1795 | 1859 | 2002 | 2009 | 2010 |
| ---- | ---- | ---- | ---- | ---- |
| 90   | ↗180 | ↗821 | ↗894 | ↘774 |

## Улицы
| - Больничная - Горная | - Дружбы - Зелёная | - Комсомольская - Лесная | - Мира - Молодёжная | - Новосёлов - Октябрьская | - Первомайская - Речная | - Центральная - Школьная |

## Транспорт
Расположено на автомобильной дороге Стерлитамак — Магнитогорск.

## Достопримечательности
- Родник Серебряный ключ

## Культура
Женский вокальный ансамбль «Бакыр чишме».

## Религия
В селе есть мечеть.

## Известные уроженцы
- Мусин, Нугуман Сулейманович (1931—2021) — советский башкирский писатель, народный писатель Башкортостана (2001), заслуженный работник культуры БАССР (1981).